# Oscar Sonneck
Oscar George Theodore Sonneck (Jersey City, 6 ottobre 1873 – New York, 30 ottobre 1928) è stato un editore e musicologo statunitense.

## Biografia
Figlio di George C. Sonneck, ingegnere civile, e di Julia Meyne. Suo padre morì mentre Oscar Sonneck era ancora un bambino, e sua madre lo portò con sé in Germania, dove svolse un lavoro a Francoforte sul Meno.
I suoi studi primari Sonneck li effettuò alla Gelehrtenschule di Kiel e al Gymnasium di Francoforte.
Sonneck successivamente studiò filosofia, composizione e musicologia alle Università di Heidelberg e di Monaco di Baviera.
Per quanto riguarda la musica studio il pianoforte sotto la guida di James Kwast, la composizione e l'orchestrazione con Iwan Knorr a Francoforte; composizione e musicologia con Melchior Ernest Sachs a Monaco.
Iniziò la compilazione della Bibliography of Early Secular American Music nel 1900, e l'intera opera la pubblicò a proprie spese. Questo suo lavoro fu apprezzato da Herbert Putnam, bibliotecario del Congress, che lo contattò per offrirgli una collaborazione.
Difatti una parte importante degli studi sulla vita musicale americana fu effettuata da Sonneck alla Library of Congress a Washington, dove nel 1902 ottenne l'incarico di direttore della divisione musicale con il compito di riorganizzare e riordinare la parte musicale della Library; questa attività si protrasse per quindici anni e gli consentì di organizzare e sviluppare una delle più belle e complete raccolte di musica, manoscritti e libri sulla musica nel mondo.
Dal 1915 è stato collaboratore del The Musical Quarterly.
Nel 1917 si dimise dalla biblioteca e accettò il posto di direttore del dipartimento di pubblicazione di G. Schirmer a New York.
Dopo la sua nomina a vicepresidente della compagnia (1921), si attivò per diffondere i compositori americani e diresse la pubblicazione delle nuove composizioni di Ernest Bloch, John Alden Carpenter, Charles Tomlinson Griffes, Rubin Goldmark, Charles Martin Loeffler e altri.
Come scrittore, si è specializzato nella storia della musica americana e le sue pubblicazioni gettarono le basi per lo studio scientifico della musica negli Stati Uniti. Sonneck capì quanto fosse importante una base bibliografica per effettuare studi musicali. Come storico documentario, bibliografo, catalogatore, redattore e critico, Oscar Sonneck è riconosciuto come il primo studioso della musica antica in America.
Tra gli scritti di storia e critica della musica, annoveriamo: Suum Cuique, Essays in Music, Miscellaneous Studies in the History of Music, Beethoven, Impressions of Contemporaries.
Il suo lavoro più apprezzato è stato però il Catalogue of Opera Librethos printed before 1800 del 1914 che è un approfondito studio sulla storia dell'opera nei secoli XVII e XVIII.
Ha anche composto un buon numero di Lieder e musiche per canto e pianoforte.

## Pubblicazioni
- A Bibliography of Early Secular American Music (1905, rev. ed. 1945);
- Early Concert-Life in America (1907);
- Report su "The Star-Spangled Banner", "Hail Columbia", "America", "Yankee Doodle" (1909);
- The Star-Spangled Banner (1914);
- Catalogue of Opera Librettos Printed before 1800 (2 vol., 1914);
- Early Opera in America (1915);